# Tomasz Pietrzykowski
Tomasz Pietrzykowski (ur. 6 października 1973 w Raciborzu) – polski prawnik i nauczyciel akademicki, radca prawny, profesor nauk społecznych w dyscyplinie nauki prawne, w latach 2005–2007 wojewoda śląski, w kadencjach 2016–2020 oraz 2020–2024 prorektor Uniwersytetu Śląskiego w Katowicach.

## Życiorys
W 1998 ukończył studia na Wydziale Prawa i Administracji Uniwersytetu Śląskiego. W 2003 na tym samym Wydziale uzyskał stopień doktora nauk prawnych, a w 2013 habilitował się tam na podstawie dorobku naukowego oraz rozprawy zatytułowanej Intuicja prawnicza. W stronę zewnętrznej integracji teorii prawa. Jego praca habilitacyjna otrzymała pierwszą nagrodę w konkursie czasopisma „Państwo i Prawo”. Odbył ponadto studia z filologii angielskiej w Nauczycielskim Kolegium Języków Obcych w Raciborzu. W 2021 otrzymał tytuł profesora nauk społecznych w dziedzinie nauki prawne. Stypendysta m.in. Departamentu Stanu USA (2007) i Fundacji Współpracy Polsko-Niemieckiej (2008).
Od 1999 jako prawnik związany z katowickim oddziałem kancelarii SPCG (Studnicki, Płeszka, Ćwiąkalski, Górski). W 2004 uzyskał uprawnienia radcy prawnego po odbyciu aplikacji w Okręgowej Izbie Radców Prawnych w Katowicach.
Jako nauczyciel akademicki od 1998 związany z Uniwersytetem Śląskim, objął stanowisko profesorskie w Katedrze Teorii i Filozofii Prawa i następnie w Instytucie Nauk Prawnych tej uczelni. Zajęcia prowadził również w Górnośląskiej Wyższej Szkole Handlowej w Katowicach i Wyższej Szkole Zarządzania i Marketingu w Sosnowcu. W 2016 objął stanowisko prorektora Uniwersytetu Śląskiego do spraw współpracy międzynarodowej i krajowej. W 2020 powołany na tę funkcję na kolejną czteroletnią kadencję.
W pracy naukowej zajął się działaniem prawa w czasie, strukturą systemu prawnego, współczesnym ujęciem pozytywizmu prawniczego, etycznymi aspektami porządku prawnego, bioetyką oraz problematyką podmiotowości prawnej oraz prawnej ochrony zwierząt. W 2009 został powołany przez ministra nauki i szkolnictwa wyższego do Krajowej Komisji Etycznej do spraw Doświadczeń na Zwierzętach, pełnił funkcję jej wiceprzewodniczącego, a w 2019 został jej przewodniczącym na czteroletnią kadencję. Został wiceprzewodniczącym Komisji Bioetycznej Śląskiego Uniwersytetu Medycznego oraz wiceprzewodniczącym Komisji Bioetycznej w Śląskiej Izbie Lekarskiej w Katowicach.
W 2019 powołany w skład pierwszej rady Akademii Wychowania Fizycznego w Katowicach, a w 2020 został jej przewodniczącym na kadencję 2020–2024. W 2020 objął także funkcje prezesa Sądu Arbitrażowego przy Regionalnej Izbie Gospodarczej w Katowicach oraz przewodniczącego rady Narodowej Agencji Wymiany Akademickiej (NAWA).
Jako bezpartyjny współpracował z ugrupowaniami prawicowymi. Był m.in. pełnomocnikiem komitetu wyborczego Zbigniewa Religi popieranego przez Stronnictwo Konserwatywno-Ludowe w wyborach uzupełniających do Senatu w 2000. Z rekomendacji Prawa i Sprawiedliwości pełnił funkcję obserwatora wyborów prezydenckich na Ukrainie w 2004. 28 grudnia 2005 został powołany przez premiera Kazimierza Marcinkiewicza na stanowisko wojewody śląskiego. Funkcję tę pełnił także w rządzie Jarosława Kaczyńskiego. Odwołano go z tego urzędu 29 listopada 2007. W 2008 współpracował ze śląskim odłamem Ruchu Obywatelskiego „Polska XXI”, a w 2010 z ugrupowaniem Polska Jest Najważniejsza. W 2011 zasiadł w zarządzie PJN w województwie śląskim. W 2016 został członkiem Zespołu Ekspertów Prawnych Fundacji im. Stefana Batorego. W 2017 współorganizator konferencji „Sędzia a konstytucja. Kryzys sądownictwa konstytucyjnego a rozproszona kontrola zgodności prawa z Konstytucją RP”.
W marcu 2018 został przewodniczącym utworzonej w strukturach Górnośląsko-Zagłębiowskiej Metropolii Rady Społeczno-Gospodarczej GZM. W 2024 objął funkcję wiceprzewodniczącego rady nadzorczej Polskiej Grupy Górniczej.

## Wyróżnienia
W 2016 został wyróżniony „Zielonym Czekiem” w kategorii programy i akcje proekologiczne dotyczące ochrony przyrody.

## Wybrane publikacje
- Wsteczne działania prawa i jego zakaz (2004)
- Etyczne problemy prawa: zarys wykładu (2005)
- Etyka w administracji publicznej (2009, współautor: Irena Bogucka)
- Podstawy prawa intertemporalnego. Zmiany przepisów a problemy stosowania prawa (2011)
- Intuicja prawnicza. W stronę zewnętrznej integracji teorii prawa (2012)
- Ujarzmianie Lewiatana. Szkice o idei rządów prawa (2014)
- Ludzkie, niezbyt ludzkie. Esej o podmiotowości prawnej i wyzwaniach XXI wieku (2016)
- New Approaches to the Personhood in Law. Essays in Legal Philosophy (2016, współredaktor: Brunello Stancioli)
- Legal Personhood. Animals, Artificial Intelligence and the Unborn (2017, współredaktor: Visa A.J. Kurki)[5]
- Wokół procesu Dreyfusa. Jednostka, ideologia, polityka (2020, współautor: Anna Budzanowska)[20]
- Prawo ochrony zwierząt. Pojęcia zasady dylematy (2022), wersja anglojęzyczna Foundations of Animal Law. Concepts, Principles, Dilemmas (2023).